# Орашје (Варварин)
Орашје је насеље у Србији у општини Варварин у Расинском округу. Према попису из 2022. било је 502 становника (према попису из 1991. било је 826 становника).
Ово село се налази на изласку Каленићке реке из клисуре, на површини од 997 хектара, од којих је 497 необрадиво. Име је добило по многим орасима, којих и данас има. Село је врло старо, а цркву Светог Јована Крститеља, некадашњи манастир, подигао је 1321. године краљ Милутин. Црква је подигнута у славу помирења Милутина са братом Драгутином, после њиховог десетогодишњег ратовања. Овај манастир посетио је и Хајдук Вељко Петровић 1810. године, непосредно пре Варваринског боја, ради неког важног договора са игуманом Рафаилом. У овом селу је пред црквом 1815. године прочитано писмо Кнеза Милоша у коме је позвао народ на устанак, те је донета одлука да се и Темнићани дигну на устанак. У борбу су их повели кнез Милета Радојковић и Никола Мандрда.
Старо село било је манастирски прњавор и налазило се на месту које се и данас тако зове. Када су Турци 1813. године порушили манастир, то село је расељено и тек после Другог српског устанка засновано је ново. Засновао га је неки Раон (Арон) Цинцарин који је овде дошао из Македоније, да са осам синова поправља цркву. Ту је и остао, а од њега воде порекло Цинцаревићи - Мишковићи. Остали становнции су дошли из Старе Србије, сокобањског, врањског, ужичког и крушевачког краја.
Овде се налази Запис орах код цркве (Орашје).

## Историја
До Другог српског устанка Орашје се налазило у саставу Османског царства. Након Другог српског устанка Орашје улази у састав Кнежевине Србије и административно је припадало Јагодинској нахији и Темнићској кнежини све до 1834. године када је Србија подељена на сердарства.

### Порекло становништва
Према пореклу ондашње становништво Орашја из 1905. године, може се овако распоредити:
- Из Македоније има 1 породица са 60 куће.
- Непознато порекло има 1 породица са 12 куће.
- Из околине Сокобање има 1 породица са 10 куће.
- Из Врањског округа има 2 породице са 8 куће.
- Из Ужичког округа има 1 породица са 8 куће.
- Из Старе Србије има 1 породица са 7 куће. (подаци датирају из 1905[2]

### "На извору крај киселе воде" - Орашје
Прва субота у фебруару - “На извору крај киселе воде” је најстарија манифестација темнићког краја која се сваке године одржава у месној заједници Орашје. Традиционално се одржава сваке године око Светог Саве, у организацији месне заједнице Орашје, КУД “Вук Караџић” из Орашја и Општине Варварин.
Манифестација представља такмичење певача аматера, који нису афирмисани и немају музичка издања. Програм је такмичарског карактера, такмичаре оцењује стручни жири који на крају проглашава победника. У ревијалном делу програма учествује увек КУД “Вук Караџић”. Манифестација је више пута награђивана од стране Општине, Округа и Републике као најстарија манифестација овог типа у Србији.

### Извор минералне воде
У оквиру хидрографских објеката посебну пажњу завређује појава минералне воде, позната под називом "Соко вода". Наиме, у атару села Орашје, непосредно испод подножја Јухора, налази се извориште минералне воде на надморској висини од 220 м. По геолошком саставу овај локалитет је састављен од стена које чине основну геолошку грађу планинске масе Јухора, а то су старе палеозојске шкриљасте стене гнајсева, микашиста, амфиболита, лискуновитих и сличних стена. Извориште минералне воде у овим стенама лежи испод глиновито-песковитих квартарних наслага дебљине око 10 м, а на контакту ових стена са неогеним наслагама моравске долинске равни. Утврђено је да контактну зону ових различитих стена (шкриљаца и неогена) пресецају раседне линије различитих праваца, тако да за ове раседе геолози везују појаву минералне воде у Орашју, као и у селу Својнову на источним падинама Јухора.
Ова вода сврстава се у групу хладних калцијум-магнезијум-хидрокарбонатних-угљенокиселих минералних вода, температуре од 12-140Ц, укупне минерализације 0,8 - 1,4 г/л и пХ вредности од 6,08. Садржај ЦО2 у води износи 1,1 г/л, а садржај радиоактивних елемената је низак. Почеци експлоатације ове воде датирају још од 1929. године, тако да се она сматра једном од најстаријих минералних вода на територији Србије која је флаширана и која је добила ширу тржишну употребу (коришћена је и на Двору у Београду). Још 1932. године краљ Александар I Карађорђевић прогласио је ову воду за опште корисну лековиту минералну воду.
Вода се добија из каптираног бунара (лоциран поред црквеног дворишта), устаљеног капацитета око 1 л/с. Међутим, на простору изворишта, после другог светског рата, два пута су вршена истраживања бушењем више бушотина, од којих су две дубље (37 и 40 м). Затим, почетком 90-их година изведене су 3 дубоке бушотине до 150, 200 и 300 м дубине, али је издашност тих бушотина била мала, од 0,1 до 0,3 л/с. То значи да треба рачунати са постојећим капацитетом од 1 л/с.
Анализом физичко-хемијског састава воде, коју је извршио 1997. године Завод за заштиту здравља Србије "Др Милан Јовановић - Батут" утрврђено је присуство следећих елемената (мерено у г/л воде): натријума 34,80, калијума 9,28, калцијума 159,18, магнезијума 60,00, селена 0,0014, бикарбоната 579,00, хлорида 25,00, сулфата 134,00 и флуорида 0,80 г/л. Међутим, анализом лековитих својстава, коју је извршио Медицински факултет у Београду - Институт за балнеологију, утврђено је да се ова вода може користити као терапијско средство у лечењу следећих хроничних обољења: упале желуца и жучних путева, песка у мокраћним путевима, стања после хируршког одстрањења камена из жучних и мокраћних путева. Поред тога, веома је ефикасна у погледу брзе надокнаде течности у организму и утољавања осећаја жеђи, због чега се препоручује особома које су изложене повећаним губицима течности, као и онима које се подвргавају контролисаним процедурама мршављења. Иначе, може се користити без ограничења као стона минерална вода.
Ова минерална вода и данас се флашира под називом "Соко" и продаје као стона освежавајућа угљенокисела вода, а делом се користи и за производњу газираних сокова. Дистрибуира се, углавном, на регионалном тржишту.

## Демографија
У насељу Орашје живи 577 пунолетних становника, а просечна старост становништва износи 44,3 година (42,8 код мушкараца и 45,8 код жена). У насељу има 201 домаћинство, а просечан број чланова по домаћинству је 3,47.
Ово насеље је великим делом насељено Србима (према попису из 2002. године), а у последња три пописа, примећен је пад у броју становника.
|  |

| Демографија | Демографија | Демографија |
| Година      | Становника  | Становника  |
| ----------- | ----------- | ----------- |
| 1948.       | 1.079       |             |
| 1953.       | 1.112       |             |
| 1961.       | 1.045       |             |
| 1971.       | 997         |             |
| 1981.       | 951         |             |
| 1991.       | 826         | 757         |
| 2002.       | 698         | 810         |

| Етнички састав према попису из 2002.‍ | Етнички састав према попису из 2002.‍ | Етнички састав према попису из 2002.‍ | Етнички састав према попису из 2002.‍ | Етнички састав према попису из 2002.‍ |
| ------------------------------------ | ------------------------------------ | ------------------------------------ | ------------------------------------ | ------------------------------------ |
|                                      |                                      |                                      |                                      |                                      |
| Срби                                 | Срби                                 |                                      | 695                                  | 99,57%                               |
| Црногорци                            | Црногорци                            |                                      | 2                                    | 0,28%                                |
| непознато                            | непознато                            |                                      | 1                                    | 0,14%                                |

| Орашје у пописима Јагодинске нахије — од 1818. до 1829.                           |       |       |       |       |       |       |          |       |       |       |       |       |
| Година пописа                                                                     | 1818. | 1819. | 1820. | 1821. | 1822. | 1823. | 1824/25. | 1825. | 1826. | 1827. | 1828. | 1829. |
| Куће                                                                              | 22    | 24    | 33    | 33    | 37    | 35    | 37       | 38    | 35    | 35    | 37    | 37    |
| Пореске главе*                                                                    | -     | 28    | 37    | 37    | 39    | 43    | 43       | 41    | 36    | 38    | 37    | 37    |
| Арачке главе**                                                                    | 46    | 61    | 80    | 80    | 81    | 84    | 89       | 91    | 82    | 88    | 98    | 97    |
| *Пореске главе = Ожењени мушкарци \| ** Арачке главе = Мушкарци од 7 до 70 година |       |       |       |       |       |       |          |       |       |       |       |       |

| Година пописа     | 1948. | 1953. | 1961. | 1971. | 1981. | 1991. | 2002. |
| ----------------- | ----- | ----- | ----- | ----- | ----- | ----- | ----- |
| Број домаћинстава | 216   | 228   | 241   | 243   | 236   | 220   | 201   |

| Број чланова      | 1  | 2  | 3  | 4  | 5  | 6  | 7 | 8 | 9 | 10 и више | Просек |
| ----------------- | -- | -- | -- | -- | -- | -- | - | - | - | --------- | ------ |
| Број домаћинстава | 32 | 51 | 29 | 27 | 19 | 31 | 9 | 2 | 1 | 0         | 3,47   |

| Пол    | Укупно | Неожењен/Неудата | Ожењен/Удата | Удовац/Удовица | Разведен/Разведена | Непознато |
| ------ | ------ | ---------------- | ------------ | -------------- | ------------------ | --------- |
| Мушки  | 299    | 72               | 203          | 14             | 9                  | 1         |
| Женски | 298    | 27               | 205          | 55             | 9                  | 2         |
| УКУПНО | 597    | 99               | 408          | 69             | 18                 | 3         |

| Пол    | Укупно                    | Пољопривреда, лов и шумарство | Рибарство                            | Вађење руде и камена | Прерађивачка индустрија       |
| ------ | ------------------------- | ----------------------------- | ------------------------------------ | -------------------- | ----------------------------- |
| Мушки  | 174                       | 132                           | 0                                    | 0                    | 11                            |
| Женски | 104                       | 49                            | 0                                    | 0                    | 8                             |
| УКУПНО | 278                       | 181                           | 0                                    | 0                    | 19                            |
| Пол    | Производња и снабдевање   | Грађевинарство                | Трговина                             | Хотели и ресторани   | Саобраћај, складиштење и везе |
| Мушки  | 0                         | 2                             | 4                                    | 0                    | 5                             |
| Женски | 0                         | 1                             | 2                                    | 0                    | 0                             |
| УКУПНО | 0                         | 3                             | 6                                    | 0                    | 5                             |
| Пол    | Финансијско посредовање   | Некретнине                    | Државна управа и одбрана             | Образовање           | Здравствени и социјални рад   |
| Мушки  | 0                         | 3                             | 3                                    | 0                    | 3                             |
| Женски | 0                         | 2                             | 2                                    | 5                    | 1                             |
| УКУПНО | 0                         | 5                             | 5                                    | 5                    | 4                             |
| Пол    | Остале услужне активности | Приватна домаћинства          | Екстериторијалне организације и тела | Непознато            | Непознато                     |
| Мушки  | 0                         | 0                             | 0                                    | 11                   | 11                            |
| Женски | 1                         | 0                             | 0                                    | 33                   | 33                            |
| УКУПНО | 1                         | 0                             | 0                                    | 44                   | 44                            |